# Erik Haag
Lars Erik Edward Haag, född 28 augusti 1967 i Stockholm, är en svensk programledare, TV-regissör, manusförfattare, TV-producent, komiker och författare.

## Biografi
Haag växte upp på Kungsholmen och från 1980 i Riddarhyttan, innan familjen 1984 flyttade till Sorunda.
Haag har framför allt varit verksam inom radio och TV. Han var en del av Hassan-gänget på 1990-talet och var programledare för Knesset och Let's Go. Tillsammans med Henrik Schyffert var han också programledare för en av delfinalerna i Melodifestivalen 2005. Hösten 2009 ledde han Roast på Berns på Kanal 5.
Erik Haag driver tillsammans med Kerstin Johansson och Henrik Schyffert produktionsbolaget Brommamamma.
Åren 2010 och 2011 medverkade Haag i programmet Landet Brunsås i SVT. Ett inslag i programmet där Haag köper ett marsvin från Blocket.se för att äta det drogs tillbaka av SVT.
Hösten/vintern 2012 fortsatte han samarbetet med Lotta Lundgren från Landet brunsås som programledare för och medskapare av den historiska matprogramserien Historieätarna i SVT. På samma tema, men med inriktning mer mot barn, gjorde samma duo 2015 julkalenderprogrammet Tusen år till julafton för SVT. Även SVT-miniserien Bye bye Sverige om den svenska emigrationen 1850–1910, är gjord i samma stil som Historieätarna och har premiär den 7 december 2017.
Både 2011 och 2012 nådde Erik med hans före detta maka Martina Haag finalen i SVT-programmet På spåret. 2012 vann de finalen över paret Jenny och Niklas Strömstedt. 2012–2013 deltog lag Haag i På spårets mästarsäsong och åkte ut i semifinal. Våren 2020 deltog Erik tillsammans med Lotta Lundgren i Alla mot alla med Filip och Fredrik, där de vann finalen mot Gry Forssell och Mikael Tornving. Laget vann även den påföljande hösten i finalen mot Markus Krunegård och Emma Molin.

### Familj
Erik Haag är äldre bror till regissören Sara Haag och halvbror till programledaren Kalle Zackari Wahlström. År 1995 gifte han sig med Martina Uusma, och tillsammans har de fyra barn. 2013 ansökte paret om skilsmässa och skildes 2014. Erik Haag har därefter inlett ett parförhållande med Lotta Lundgren.

## Filmografi
- 1995 – Sommarlov (TV-program)
- 1997 – Pentagon (TV-serie)
- 1998 – c/o Segemyhr (TV-serie)
- 2002 – Heja Björn (TV-serie)
- 2006 – Veckans nyheter
- 2007 – Sverige dansar och ler
- 2008 – Sverige pussas och kramas
- 2009 – I ditt ansikte
- 2009 – Sjön suger (TV-program)
- 2009 – Roast på Berns
- 2010 – Raw Comedy (produktion)
- 2010 – Landet Brunsås
- 2012 – Pappas pengar (TV-serie)
- 2012 – Historieätarna
- 2015 – Tusen år till julafton (TV-serie)
- 2016 – Husdjurens hemliga liv (svensk dubbning)
- 2017 – Bye bye Sverige (TV-serie)
- 2019 – Bandet och jag
- 2019 – Husdjurens hemliga liv 2 (svensk dubbning)
- 2020 – Rapport från 2050
- 2021 – Återskaparna
- 2021 – Big bang (TV-program)
- 2023 – Padeldrömmar (TV-serie)
- 2025 – Noll stjärnor

## Priser och utmärkelser
- Alfons-Bokalen, för Sommarlov, med  Sara Haag,  1995[1]

[Redigera Wikidata]